# Charles Wilson Pierce
Charles Wilson Pierce (* 7. Oktober 1823 in Benton, Yates County, New York; † 18. Februar 1907 in Hastings, St. Johns County, Florida) war ein US-amerikanischer Politiker.

## Werdegang
Charles Wilson Pierce zog 1829 mit seinem Vater nach Sandusky (Ohio) und von dort 1847 nach Huntsville (Ohio). Später zog er 1855 nach Havana (Illinois). Während dieser Zeit schloss er seine Vorbereitungsstudien ab.
Nach Ausbruch des Amerikanischen Bürgerkrieges verpflichtete er sich in der Kompanie B, 85. Regiment, Illinois Volunteer Infanterie, wo er zu Anfang den Dienstgrad eines First Lieutenant bekleidete. Am 14. Juni 1864 wurde er zum Quartiermeister ernannt und im letzten Kriegsjahr zum Major.
Nach dem Krieg ließ er sich in Demopolis (Alabama) nieder. Pierce hatte unterschiedliche öffentliche Ämter inne. Nach der Wiederaufnahme von Alabama in die Union wurde er als Republikaner in den 40. US-Kongress gewählt, wo er vom 21. Juli 1868 bis zum 3. März 1869 tätig war. Er entschied sich gegen eine Kandidatur für den nachfolgenden 41. US-Kongress.
Im Jahr 1872 zog Pierce nach Nebraska und nahm 1875 an der verfassungsgebenden Versammlung von Nebraska teil. Er wurde 1877 in den Senat von Nebraska gewählt und 1880 wiedergewählt. Von diesem Posten trat er 1881 zurück und war dann als Beamter im US-Grundbuchamt tätig. Er hielt diesen bis Mai 1886. Danach kehrte er auf seine Farm zurück.
Pierce starb 1907 in Hastings (Florida) und wurde auf dem Familienfriedhof nahe Waverly (Nebraska) beigesetzt.